# ألديس هودج
ألديس هودج (بالإنجليزية: Aldis Hodge)‏ مواليد 20 سبتمبر 1986 في مقاطعة أونسلو، الولايات المتحدة، هو ممثل أمريكي بدأ مسيرته الفنية سنة 1989.

## الأعمال

### مسلسلات
| السنة | العمل                             | الدور          |
| ----- | --------------------------------- | -------------- |
| 1998  | إن واي بي دي بلو                  | إدي            |
| 1999  | بافي قاتلة مصاصي الدماء           |                |
| 1999  | المحيط الهادي الأزرق              | موريس ريموند   |
| 2000  | القاضية إيمي                      | ليستر كلانسي   |
| 2001  | سي اس آي: التحقيق في موقع الجريمة |                |
| 2001  | بيكر                              |                |
| 2002  | بوسطن العامة                      | أندريه         |
| 2002  | المسحورات                         | تري            |
| 2003  | إي آر                             |                |
| 2003  | كولد كيس                          | ينغ ماسون تاكر |
| 2005  | قوة الفريق                        |                |
| 2006  | نمبرز                             | ترافيس غرانت   |
| 2006  | غيرلفريندز                        | ماثيو مايلز    |
| 2006  | بونز                              |                |
| 2006  | أضواء ليلة الجمعة                 |                |
| 2007  | خارق للطبيعة                      |                |
| 2009  | كاسل                              |                |
| 2011  | سي إس آي: ميامي                   | أيزيا ستايلز   |
| 2014  | الموتى السائرون                   | مايك           |
| 2014  | تحول: جواسيس واشنطن               |                |
| 2017  | القائمة السوداء                   | ماريو ديكسون   |

## وصلات خارجية
- ألديس هودج على موقع IMDb (الإنجليزية)
- ألديس هودج على موقع روتن توميتوز (الإنجليزية)
- ألديس هودج على موقع ألو سيني (الفرنسية)
- ألديس هودج على موقع أول موفي (الإنجليزية)
- ألديس هودج على موقع قاعدة بيانات الأفلام السويدية (السويدية)
- ألديس هودج على موقع إن إن دي بي (الإنجليزية)
- ألديس هودج على موقع قاعدة بيانات الفيلم (الإنجليزية)
- ألديس هودج على موقع كينوبويسك (الروسية)
- الموقع الرسمي